# Línea 42 (Dbus)
La línea 42 de Dbus de San Sebastián conecta el centro con el barrio de Egia y la zona de Aldakonea, pasando por el cementerio de Polloe y Gros. Sin embargo, esta línea se mete por las callejuelas (como Aldapa, Tolaregoia, Txurkoene o Jai Alai) gracias a ser explotado por un microbús.
También sirve como refuerzo de la línea 9.

## Paradas

### Hacia Polloe
- Boulevard 19 5 8 9 13 21 25 26 28 29 31
- Libertad 15 9 29
- Juzgados 9
- Tabakalera 9
- Egia 24 9
- Ametzagaina 14 9 24
- Río Deba 2
- Río Deba 25
- Aldapa 24
- Tolaregoia 2
- Tolaregoia 42
- Txurkoene 3
- Polloe 24

### Hacia Boulevard 19
- Polloe 24
- Virgen del Carmen 65 9 27 41
- Virgen del Carmen 46
- Jai Alai1 17
- Aldapabide 5
- Ategorrieta 31 8 14 29
- Gran Vía 21 8 14 29
- Kursaal 13 29 31 37
- Boulevard 19 5 8 9 13 21 25 26 28 29 31